# Rosina Schneeberger
Rosina Schneeberger (ur. 16 stycznia 1994) – austriacka narciarka alpejska, trzykrotna medalistka mistrzostw świata juniorów.

## Kariera
Po raz pierwszy na arenie międzynarodowej Rosina Schneeberger pojawiła się 7 grudnia 2009 roku w Sölden, gdzie w zawodach FIS Race zajęła 35. miejsce w slalomie. W 2012 roku wystartowała na mistrzostwach świata juniorów w Roccaraso, gdzie jej najlepszym wynikiem było piąte miejsce w supergigancie. Podczas rozgrywanych rok później mistrzostw świata juniorów w Québecu zdobyła brązowy medal w tej samej konkurencji. W zawodach tych wyprzedziły ją jedynie jej rodaczka Stephanie Venier oraz Corinne Suter ze Szwajcarii. Wystąpiła także na mistrzostwach świata juniorów w Jasnej w 2014 roku, gdzie zdobyła dwa kolejne medale. Najpierw zajęła trzecie miejsce w gigancie, ulegając tylko Suter i Venier. Następnie stanęła na najniższym stopniu podium w supergigancie, plasując się za Włoszkami: Martą Bassino i Karoline Pichler.
W zawodach Pucharu Świata zadebiutowała 9 marca 2013 roku w Ofterschwang, gdzie nie zakwalifikowała się do drugiego przejazdu w gigancie. Pierwsze pucharowe punkty wywalczyła 27 lutego 2016 roku w Soldeu, zajmując 28. miejsce w supergigancie. Startuje głównie w Pucharze Europy; najlepsze wyniki osiągała w sezonie 2013/2014, kiedy w klasyfikacji generalnej była czwarta, a w klasyfikacji superkombinacji zajęła trzecie miejsce. W 2017 roku wystartowała na mistrzostwach świata w Sankt Moritz, gdzie nie ukończyła rywalizacji w superkombinacji. Nie startowała na igrzyskach olimpijskich.

## Osiągnięcia

### Mistrzostwa świata
| Miejsce | Dzień     | Rok  | Miejscowość  | Konkurencja     | Czas biegu  | Strata | Zwyciężczyni   |
| ------- | --------- | ---- | ------------ | --------------- | ----------- | ------ | -------------- |
| DNF2    | 10 lutego | 2017 | Sankt Moritz | Superkombinacja | 1:58,88 min | -      | Wendy Holdener |

### Mistrzostwa świata juniorów
| Miejsce | Dzień     | Rok  | Miejscowość | Konkurencja     | Czas biegu  | Strata  | Zwyciężczyni         |
| ------- | --------- | ---- | ----------- | --------------- | ----------- | ------- | -------------------- |
| DNF2    | 1 marca   | 2012 | Roccaraso   | Slalom          | 1:42,69 min | -       | Stephanie Brunner    |
| 5.      | 5 marca   | 2012 | Roccaraso   | Supergigant     | 1:06,99 min | +0,06 s | Annie Winquist       |
| 9.      | 21 lutego | 2013 | Québec      | Slalom          | 1:52,10 min | +2,22 s | Magdalena Fjällström |
| 20.     | 22 lutego | 2013 | Québec      | Gigant          | 2:22,23 min | +2,66 s | Lisa-Maria Zeller    |
| 3.      | 24 lutego | 2013 | Québec      | Supergigant     | 1:00,89 min | +0,91 s | Stephanie Venier     |
| 29.     | 26 lutego | 2013 | Québec      | Zjazd           | 1:11,18 min | +2,12 s | Jennifer Piot        |
| 6.      | 28 lutego | 2013 | Québec      | Kombinacja      | ?           | ?       | Ragnhild Mowinckel   |
| 3.      | 27 lutego | 2014 | Jasná       | Gigant          | 1:52,86 min | +1,73 s | Marta Bassino        |
| 9.      | 28 lutego | 2014 | Jasná       | Slalom          | 1:36,09 min | +2,62 s | Petra Vlhová         |
| 3.      | 3 marca   | 2014 | Jasná       | Supergigant     | 1:14,71 min | +0,81 s | Corinne Suter        |
| 4.      | 3 marca   | 2014 | Jasná       | Superkombinacja | 2:11,34 min | +0,23 s | Elisabeth Kappauer   |
| 9.      | 5 marca   | 2014 | Jasná       | Zjazd           | 1:24,19 min | +1,76 s | Corinne Suter        |

### Puchar Świata

#### Miejsca w klasyfikacji generalnej
- sezon 2012/2013: -
- sezon 2013/2014: -
- sezon 2014/2015: -
- sezon 2015/2016: 83.
- sezon 2016/2017: 70
- sezon 2019/2020: 94.
- sezon 2020/2021: 78.

#### Miejsca na podium w zawodach
Schneeberger nie stawała na podium zawodów PŚ.